# Marie-Suzanne Le Quéau
Marie-Suzanne Le Quéau, née le 2 février 1960 à Quimper, est une magistrate française exerçant les fonctions de procureure générale près la cour d'appel de Paris.

## Biographie

### Formation
Marie-Suzanne Le Quéau est titulaire d'une maîtrise de droit et d'un DEA en droit privé.

### Carrière
Marie-Suzanne Le Quéau commence sa carrière comme auditrice de justice en janvier 1983. Elle est nommée juge d'instruction en 1984 au tribunal de première instance de Limoges. Procureure de la République près le tribunal de grande instance de Bernay  (1992-1995), procureure de la République adjoint près le tribunal de grande instance de Pontoise (1996-1999), procureure de la République près le tribunal de grande instance d'Auxerre (1999-2004), inspectrice des services judiciaires à la Chancellerie (2004-2007), procureure de la République près le tribunal de grande instance d'Evreux (2007-2010) et d'Evry (2010-2012).
En sa qualité de procureure de la République d'Auxerre en 2000, elle est chargée de l'affaire Emile Louis qui connaît de nombreux rebondissements,.
En sa qualité de procureure de la République d'Evry en 2011, elle gère l'affaire mettant en cause Georges Tron, secrétaire d'État chargé de la Fonction publique.
De 2012 à 2014 elle dirige la direction des affaires criminelles et des grâces (DACG) et suit la création de la loi du 25 juillet 2013 sur la suppression des instructions individuelles, texte auquel elle révèle être attachée pour son importance déontologique.
Procureure générale près la cour d'appel de Douai de 2014 à 2019, elle prend part à un groupe de travail transfrontalier pour combattre l'immigration illégale.
Elle est ensuite procureure générale à la cour d'appel d'Aix-en-Provence dès janvier 2020, et déclare à sa prise de poste « J’invite mes collègues femmes à laisser leurs doutes de côté, à croire en leurs capacités et à faire preuve d’audace dans leurs demandes de postes. »
En 2020, elle préside la conférence nationale des procureurs généraux.
En 2022, elle est élue vice-présidente du conseil d’administration de l’École nationale d’administration pénitentiaire (ENAP) en tant que personnalité extérieure.
Elle est également membre du conseil d'administration de l'Agence publique pour l’immobilier de la justice (APIJ), désignée par arrêté du garde des Sceaux, ministre de la Justice, à compter du 1er juin 2023.
Sur proposition du ministre de la justice Éric Dupond-Moretti, elle est nommée procureure générale près la cour d'appel de Paris le 31 juillet par décret paru le 2 août 2023, après avis favorable à sa nomination du Conseil supérieur de la magistrature le 18 juillet. Elle est la deuxième femme à exercer ce poste après Catherine Melet-Champrenault.
Elle porte un intérêt particulier à la lutte contre la criminalité organisée, aux atteintes environnementales, et au développement de l'intelligence artificielle.

## Distinctions
- Officier de la Légion d'honneur (2017)[12]
- Commandeur de l'ordre national du Mérite (2023)[13]
- Médaille d'honneur de l'administration pénitentiaire, or